# Unidad Habitacional Rinconada Acolapa
Unidad Habitacional Rinconada Acolapa är en ort i Mexiko.   Den ligger i kommunen Tepoztlán och delstaten Morelos, i den sydöstra delen av landet, 60 km söder om huvudstaden Mexico City. Unidad Habitacional Rinconada Acolapa ligger 1 405 meter över havet och antalet invånare är 3 205.
Terrängen runt Unidad Habitacional Rinconada Acolapa är huvudsakligen kuperad, men västerut är den platt. Runt Unidad Habitacional Rinconada Acolapa är det mycket tätbefolkat, med 1 361 invånare per kvadratkilometer. Närmaste större samhälle är Cuernavaca, 10,9 km väster om Unidad Habitacional Rinconada Acolapa. Omgivningarna runt Unidad Habitacional Rinconada Acolapa är en mosaik av jordbruksmark och naturlig växtlighet.